# TVP Dokument
TVP Dokument là kênh truyền hình của Ba Lan, các chương trình chủ yếu về phim tài liệu và phim điện ảnh. Kênh bắt đầu được phát sóng vào ngày 19 tháng 11 năm 2020. Kênh chỉ được phát ở định dạng HD qua cáp và vệ tinh, cũng như truyền thử nghiệm DVB-T2/HEVC.